# باول وليامز (سياسي)
باول وليامز (بالإنجليزية: Paul Williams)‏ هو سياسي بريطاني (وحمل سابقاً جنسية المملكة المتحدة لبريطانيا العظمى وأيرلندا)، ولد في 14 نوفمبر 1922، وتوفي في 10 سبتمبر 2008. حزبياً، نشط في حزب المحافظين. في الانتخابات الفرعية في مجلس العموم البريطاني ‏، انتخب عضو برلمان المملكة المتحدة الـ40 عن دائرة سونديرلاند الجنوبية (13 مايو 1953 – 6 مايو 1955) وفي الانتخابات العامة في المملكة المتحدة 1955 ‏، انتخب عضو البرلمان الحادي والأربعين للمملكة المتحدة ‏ عن دائرة سونديرلاند الجنوبية (26 مايو 1955 – 18 سبتمبر 1959) وفي الانتخابات العامة في المملكة المتحدة 1959 ‏، انتخب عضو البرلمان الثاني والأربعون للمملكة المتحدة ‏ عن دائرة سونديرلاند الجنوبية (8 أكتوبر 1959 – 25 سبتمبر 1964).